# Argyrophis diardii
Argyrophis diardii är en ormart som beskrevs av Schlegel 1839. Argyrophis diardii ingår i släktet Argyrophis och familjen maskormar. Inga underarter finns listade i Catalogue of Life.
Denna orm förekommer i Asien från nordvästra Pakistan, centrala Indien, Nepal och södra Kina (inklusive Hainan) till norra Thailand och centrala Vietnam. Arten lever i kulliga områden mellan 140 och 800 meter över havet. Argyrophis diardii hittas i skogar och på gräsmarker. Individerna gräver i lövskiktet och i det översta jordlagret. De har insektslarver och jordlevande maskar som föda. Det är inte känt om honor lägger ägg eller om de föder levande ungar.
För beståndet är inga hot kända. Hela populationen anses vara stabil. IUCN kategoriserar arten globalt som livskraftig.